# Ruth Meena
Ruth E. Meena (1946) es una activista feminista y politóloga de Tanzania.Fue profesora en el Departamento de Ciencias Políticas y Administración Pública de la Universidad de Dar es Salaam.

## Biografía
Ruth Meena estudió sus primeros años en Moshi, Tanzania. Tras terminar sus estudios en el Ashira Middle Girls Boarding School, quiso continuar su educación, a pesar de la falta de apoyo de su padre que quería que hiciese un curso de formación del profesorado, consiguió recibir asistencia de gobierno local para atender el H. H. Aga Khan Instituto en Dar es Salaam, y después ir a la Universidad de Dar es Salaam, donde realizó exitosamente tres grados.

## Trayectoria profesional
Meena fue profesora del Departamento de Ciencias Políticas y Administración Pública de la Universidad de Dar es Slaam hasta su jubilación. Introdujo el primer curso de género y política en la universidad. En 1991 se convirtió en coordinadora de la unidad de género del Southern Africa Political Trust (SAPE). En 1995 fundó y dirigió la Organización de Medio Ambiente, Derechos Humanos y Género (Envirocare). Ha colaborado con otras organizaciones nacionales de defensa de los derechos de la mujer, como la Asociación de Mujeres de los Medios de Comunicación de Tanzania, la Asociación de Abogadas de Tanzania y el Grupo de Trabajo sobre Dimensiones de Género.Más recientemente, ha sido presidenta del Fondo de Mujeres de Tanzania (WFT), así como de la Coalición de Mujeres y Constitución de Tanzania (CWCT).
En 2013, Meena fue una de las líderes de los derechos de las mujeres que pidió a los redactores de la Constitución enmendada de Tanzania que salvaguardaran los derechos de las mujeres de forma más explícita. Meena acogió con satisfacción la nueva Constitución como un hito en la lucha contra la discriminación de las mujeres. En 2018, pidió que se abordarán las desigualdades de género en el ámbito del gobierno local. En mayo de 2020, al presentar las conclusiones de una revisión de la ley electoral existente, pidió que los partidos políticos garantizarán la participación equitativa de mujeres y hombres, que los medios de comunicación dieran cobertura a las candidatas y que los parlamentarios con escaños especiales tuvieran los mismos privilegios que los demás diputados.
Habló en el funeral de Benjamin Mkapa, recordando la aplicación por parte de éste de cuatro de las recomendaciones de la Conferencia de Pekín, Conferencia de Beijing de 1995.

### Publicaciones
- Matatizo y nchi zinazoendelea [Problems in developing countries]. Dar es Salaam: Longman Tanzania, [1981]
- Historia fupi ya jumuiya ya Afrika Mashariki tangu 1900-1975 [A brief history of the East African community, 1900-1975]. Dar es Salaam: Longman Tanzania, 1981.

- Siasa ya Tanzania kuhusu nchi za nje [Tanzania's foreign policy], Dar es Salaam: Longman Tanzania, 1982.
- (ed.) Gender in southern Africa: conceptual and theoretical issues. Harare: SAPES Books, 1992.
- National machinery for the advancement of women in Tanzania. Accra North, Ghana: Third World Network-Africa, 2000.
- 'The Female Husband', in Amandina Lihamba et al., eds., Women Writing Africa: The eastern region. Feminist Press at the City University of New York, 2007, pp. 440–42
- (with Mary Rusimbi) our journey to empowerment: the role of ICT, in Ineke Buskens and Anne Wbb, eds., African Women and ICTs: Creating New Spaces with Technology, pp.193–
- Women participation in the election process of 2015 in Tanzania. Oxfam, 2015.
- (with Mary Rusimbi and Caroline Israel) Women and political leadership: facilitating factors in Tanzania, Dar es Salaam, Tanzania : Uongozi Institute, 2018.